# Хешер
Хе́шер (англ. Hesher) — американська комедійна драма Спенсера Суссера про бунтаря-металіста та його пригоди з депресивним підлітком, який намагається змиритися зі смертю своєї матері в автокатастрофі. У головних ролях знялися Джозеф Гордон-Левітт, Рейн Вілсон, Наталі Портман, Пайпер Лорі та Девін Брошу.

## Сюжет
Після загибелі матері в автокатастрофі підліток Ті Джей впадає в депресію. Він стає одержимим машиною, в якій загинула його мати, і слідує за нею, коли її евакуюють. Він та його пасивний, депресивний батько Пол, який приймає таблетки, живуть з бабусею Ті Джея Мадлен. Незабаром до них приєднується сквоттер Хешер — довговолосий, татуйований і нецензурно висловлюючийся любитель хеві-металу.
Після школи Дастін, хуліган зі служби евакуації, виявляє, що його машину пошкодили і звинувачує в цьому Ті Джея, якого врятувала і відвезла додому Ніколь, продавчиня з продуктового магазину, яка зізналася, що знала про напади на нього, але досі нічого не зробила. Хешер бачить, як Дастін нападає на Ті Джея, але нічого не робить. Пізніше Хешер підпалює машину Дастіна, що призводить до того, що поліція допитує Ті Джея, але брак доказів змушує їх відпустити його. Ті Джей продовжує шпигувати за Ніколь у продуктовому магазині, коли з'являється Хешер і слідує за нею додому разом з Ті Джеєм. Вона спричиняє аварію і піддається словесним нападкам з боку іншого водія, коли Хешер приходить їй на допомогу, погрожуючи йому. Він відвозить Ніколь і Ті Джея до випадкового будинку, виставленого на продаж. Там Хешер розбиває басейн і підпалює трамплін для стрибків у воду, а потім шокує Ніколь і Ті Джея, залишаючи їх наодинці. Коли вони повертаються до розбитої машини Ніколь, у вікні якої лежить штраф за парковку в неправильному місці, вона не витримує і плаче про те, як погано їй живеться.
Пізніше того ж вечора Ті Джей і Пол сваряться за вечерею. Мадлен засмучена тим, що нічого не може вдіяти і йде до своєї кімнати. Хешер каже, що піде гуляти з нею вранці, але наступного ранку знаходить її мертвою. Ті Джей краде кредитну картку свого батька і знімає гроші, щоб викупити машину, але йому кажуть, що її перевезли в інше місце. Він вирішує віддати гроші Ніколь, але коли він приїжджає до неї, вона займається сексом з Хешером. Він пошкоджує фургон, каже їм обом, що більше не хоче їх бачити і йде геть.
Він погрожує Дастіну в його будинку і дізнається, що машину забрали, щоб утилізувати. Дастін починає нападати на Ті Джея, поки не з'являється Хешер, який переслідував його, і не стягує Дастіна з нього. Ті Джей каже йому, що все одно не хоче його більше бачити і йде на звалище. Він залазить у розбиту машину і засинає, йому сниться смерть матері. Він прокидається, коли машину починає розчавлювати і випадає з неї. Коли Ті Джей готується до похорону бабусі, приходить Ніколь, просить пробачення і йде від нього. На похороні Ті Джея просять сказати за бабусю кілька слів, але йому нічого сказати.
Хешер заходить п'яний, чинить опір спробам вигнати його і вимагає, щоб скорботні вислухали його. Він розповідає історію про те, як у дитинстві підірвав бензобак автомобіля, і осколки знищили одне з його яєчок. Він пояснює, що так зациклився на втраті яєчка, що забув, що у нього є праве яєчко і пеніс, який працює. Він проводить паралель: ти втратив дружину, ти втратив матір, а я втратив яєчко. Потім він оголошує, що пообіцяв бабусі піти з нею на прогулянку, і починає виштовхувати труну з кімнати. Ті Джей і Пол стоять, роззявивши роти, і дивляться, як Хешер штовхає труну по дорозі. Після короткого вагання Ті Джей і Пол біжать наздоганяти його і стають по обидва боки, поклавши руки на труну, щоб допомогти Хешеру штовхати, а також приєднатися до прогулянки з бабусею.
Наступного дня Пол голиться вперше за кілька тижнів і повідомляє Ті Джея, що Хешера більше немає. Він показує Ті Джею спресовані рештки маминої машини, що стоїть на під'їзній доріжці. Камера переноситься назад так, що стає видно дах будівлі Ті Джея і його батька, де Хешер написав величезними білими літерами: «Тут був Хешер».

## У ролях
- Джозеф Гордон-Левітт — Хешер, довговолосий металіст, що раптово підселився до сім'ї Ті Джея.
- Девін Брошу — Ті Джей Форні, підліток, що впав у розпач після смерті мати в автокатастрофі.
- Рейн Вілсон — Пол Форні, батько Ті Джея, розчавлений після смерті дружини.
- Пайпер Лорі — Мадлен Форні, бабуся Ті Джея, що живе з ним і його батьком.
- Наталі Портман — Ніколь, продавчиня в місцевому магазині.
- Брендан Хілл — Дастін, підліток, що знущається над Ті Джеєм.
- Моніка Стеггс — мати Ті Джея, що загинула в автокатастрофі.
- Френк Колісон — директор похоронного бюро.
- Мілт Коган — лікар.

## Критика
Після виходу на екрани фільм отримав змішані відгуки. Агрегатор рецензій Rotten Tomatoes зазначає, що 55 % з 78 кінокритиків дали фільму позитивну оцінку, в середньому 5,8 балів з 10, вказуючи, що спільною думкою рецензентів є те, що «він має похмуре почуття гумору і освіжаючу відсутність сентиментальності, але, як і його головний герой, Хешер не дуже зацікавлений в тому, щоб кудись йти». Metacritic дав фільму 45 балів на основі 26 рецензій.
Пітер Треверс з Rolling Stone високо оцінив фільм і гру Гордон-Левітта, заявивши: «Ну і що, що Хешер злітає зі своїх «хитких ручок» — він продовжує підносити кумедні і зворушливі сюрпризи. Перформанси — вищий клас. Вілсон робить появу тата витонченим дивом. І навіть коли сценарій підштовхує Гордона-Левітта до сентиментальності Голлмарка, ви не можете відірвати від нього очей». Однак інші критики, такі як Роджер Еберт з Chicago Sun-Times, дали фільму більш прохолодні рецензії. Еберт заявляв: «Хешер збирає групу персонажів, які не знають, чому вони разом знімаються в одному фільмі. Один за одним вони відчувають потяг, але разом вони — несумісні речі».

## Саундтрек
| #   | Назва                        | Виконавець            | Тривалість |
| --- | ---------------------------- | --------------------- | ---------- |
| 1.  | «The Shortest Straw»         | Metallica             | 6:36       |
| 2.  | «Fight Fire With Fire»       | Metallica             | 4:45       |
| 3.  | «Anesthesia (Pulling Teeth)» | Metallica             | 4:15       |
| 4.  | «Battery»                    | Metallica             | 5:13       |
| 5.  | «Rock Out»                   | Motörhead             | 2:16       |
| 6.  | «Motorbreath»                | Metallica             | 3:08       |
| 7.  | «Till The End Of Time»       | The Hit Crew          | 3:05       |
| 8.  | «A Teenager in Love»         | Dion and the Belmonts | 2:36       |
| 9.  | «Casanova Superfly»          | Christopher Rucinski  | 6:27       |
| 10. | «Deeply»                     | Buddy Stewart         | 2:32       |